# 风笑天
风笑天（1954年7月22日—），湖北省武汉市人，現代中华人民共和国社会学学者，專注於社會學研究，中國人口問題，中國青少年問題上。南京大學教授，也任教於中国人民公安大学、广西师范大学、浙江师范大学、中国青年政治学院、华中师范大学、华中农业大学、河南师范大学、华南农业大学、南京财经大学、中南大学、安徽财经大学、内蒙古师范大学、成都理工大学、西北大学、南昌大学、湖北文理学院、常州大学、西安财经大学、杭州电子科技大学。

## 生平
1954年7月生於湖北省武汉市，1982年毕业于华中师范大学数学系，1987年在北京大学社会学系獲得硕士学位，同年攻读博士，并于1990年6月毕业。1982至1994年任华中师范大学政治系主任，1995至2001年任华中理工大学社会学系主任。2001年開始任職南京大学社会学系教授。

## 部分著作
《独生子女：他们的家庭、教育和未来》ISBN 9787800502958（08/1992  社会科学文献出版社 出版）
《落地生根：三峡农村移民的社会适应》ISBN 9787560935799（06/2006  华中科技大学出版社 出版）
《定性研究:方法论基础》（英語：Handbook of qualitative research）（譯）ISBN 9787562438519（01/2007 重庆大学出版社 出版）
《社会学研究方法》（第三版）ISBN 9787300107387（06/2009 中国人民大学出版社 出版）
《社会调查中的问卷设计》（第三版）ISBN 9787300189246（04/2014 中国人民大学出版社 出版）
《社会研究：设计与写作》ISBN 9787300201542（10/2014  中国人民大学出版社 出版）
《社会变迁中的青年问题》ISBN 9787301252291（12/2014  北京大学出版社 出版）
《社会研究：科学与艺术》ISBN  	9787301255223（04/2015  北京大学出版社 出版）
《社会研究方法》（第五版）ISBN  	9787300256214（04/2018  中国人民大学出版社 出版）
《“一带一路”沿线城市家庭结构与养老模式—基于西安和兰州的调查》ISBN  9787503784040（07/2018  中国统计出版社 出版）
《社会学经典入门（第14版）》（译）ISBN  	9787300254005（08/2019  中国人民大学出版社 出版）
《现代社会调查方法》（第六版）ISBN 9787568060288（12/2020  华中科技大学出版社 出版）